# Space Jockey
Space Jockey (česky Vesmírný nájezdník) nebo zkráceně Pilot je fiktivní mimozemská rasa, která se prvně objevila ve filmu Vetřelec v roce 1979.
Space Jockey se ve filmu Vetřelec objevuje jako kostěně vypadající bytost (ve skutečnosti mimozemšťan v obleku či skafandru, jak je ukázáno ve filmu Prometheus) v neznámé kosmické lodi, která havarovala na LV-426 a jejíž signál zachytila loď společnosti Weyland-Yutani, Nostromo. Tříčlenná výprava objevila neznámého tvora sedícího v křesle před teleskopem, který jevil známky napadení vetřelcem. Co se stalo s vetřelcem, jehož byl Space Jockey hostitelem, doposud nebylo nikde uvedeno.
Hans Ruedi Giger původně postavu pro film Vetřelec pojmenoval "The Pilot", ale štáb pracující s rekvizitami jí z důvodu polohy postavy a okolí dal přezdívku Space Jockey. Pod tímto názvem je dodnes předmětem diskuzí fanoušků filmové série.
Sám režisér filmu Vetřelec, Ridley Scott uvedl v komentářích k filmu, že Space Jockey považuje za rasu, která vytvořila vetřelce a ztroskotaná loď na LV-426 byla transportérem vajec.

## Samotná rasa
Space Jockey je pouze člen mimozemské vyspělé rasy neznámého původu zvané jako „Stvořitelé, Strůjci, Tvůrci či Inženýři", jak bylo vysvětleno ve filmu Prometheus a Vetřelec: Covenant. Jedná se o rasu humanoidů velmi podobné lidem, avšak jsou vyšší, bledí, plešatí, mají černé oči a stejně jako člověk dýchají vzduch. Není známo prakticky nic o jejich původu, kultuře či technologiích, nicméně mají pokročilé vesmírné lodě.
Jedná se o rasu, která stvořila lidstvo a zřejmě i samotný život na Zemi, nicméně svůj výtvor; člověka, berou jako nevydařený pokus.
Na planetoidu LV-223 (téže sluneční soustava jako LV-426) zanechali obří sklad svých kosmických lodí s nádobami s černou biologickou zbraní na palubách. Na neznámé planetě (Planet 4 z filmu Vetřelec: Covenant) se nachází jejich rozsáhlé město. Pravděpodobně se i jedná o jejich mateřskou planetu.
Nejsou známy jejich zbraně, až na jednu, a to biologickou zbraň ve formě černé kapaliny. Ta napadá pouze živočišnou biosféru – buď způsobuje její okamžitou smrt, nebo rapidní mutace a vznik zcela nových agresivních druhů (takto ostatně vznikl i vetřelec, jak bylo ukázáno ve filmu Vetřelec: Covenant).

## Výskyt
Kromě filmu Vetřelec, se ve stejné pozici objevil Space Jockey na konci hry Aliens versus Predator 2 a začátku hry Aliens vs Predator (1999). Následně byla k vidění lebka této rasy jako trofej na planetě predátorů ve filmu Vetřelci vs. Predátor 2.
Steve Perry ve své knize Vetřelci: Hnízdo na Zemi popisuje tuto rasu jako sběratele vetřelčích vajec. Obdobně je vyobrazena jejich loď ve filmu Vetřelec, která sčítá velké množství vajec ve stázi, kde se infikoval první člen posádky Nostroma.
Souvislost Space Jockeye a filmu Vetřelec byla odhalena ve filmu Prometheus a Vetřelec: Covenant.